# Marijina vas
Marijina vas je naselje v Občini Laško.